# Rittergut Ostrau
Das Rittergut Ostrau war eine zum Amt Delitzsch gehörige Grundherrschaft im Leipziger Kreis des Kurfürstentums Sachsen. Zentrum war das Schloss Ostrau.

## Geografische Lage
Das Gebiet des Ritterguts Ostrau lag räumlich getrennt nordwestlich des Delitzscher Amtsterritoriums. Es umschloss den Petersberg im Norden, Osten, Südosten und Südwesten. Die nördliche Grenze bildete die Fuhne. Vom Hauptgebiet des Ritterguts abgetrennt lagen die Orte Göttnitz und Löbersdorf (Anteil) in nordöstlicher Richtung und Frößnitz und Westewitz im Westen.
Die Orte liegen heute im Land Sachsen-Anhalt nordöstlich von Halle. Die meisten Orte liegen im Saalekreis und gehören zur Gemeinde Petersberg, nur Kösseln (Cösseln) sowie Ober- und Unterplötz sind Ortsteile der Stadt Wettin-Löbejün. Göttnitz und Löbersdorf gehören zur Stadt Zörbig im Landkreis Anhalt-Bitterfeld.

## Angrenzende Verwaltungseinheiten
Das Ostrauer Rittergutsgebiet bestand aus dem Hauptgebiet im Zentrum und zwei kleineren abgetrennten Gebieten im Nordosten und Westen. Folgende Verwaltungseinheiten grenzten an:
Hauptgebiet um Ostrau
- Nordosten: Fürstentum Anhalt
- Norden: Rittergut Cösseln (Exklave des Amts Lauchstädt, zum Hochstift Merseburg unter kursächsischer Oberhoheit)
- Osten: Amt Zörbig (Kurfürstentum Sachsen)
- Süden und Nordwesten: Saalkreis (Erzstift Magdeburg, ab 1680 als Herzogtum Magdeburg zu Brandenburg-Preußen)
- Westen: Amt Petersberg (Kurfürstentum Sachsen, 1697 zum Saalkreis des brandenburg-preußischen Herzogtums Magdeburg)

Exklave Frößnitz/Westewitz im Westen
- Osten: Amt Petersberg (Kurfürstentum Sachsen, 1697 zum Saalkreis des brandenburg-preußischen Herzogtums Magdeburg)
- Süden, Westen und Norden: Saalkreis (Hochstift Magdeburg, ab 1680 als Herzogtum Magdeburg zu Brandenburg-Preußen)

Exklave Göttnitz/Löbersdorf im Nordosten
- Norden: Fürstentum Anhalt
- Osten und Süden: Amt Zörbig (Kurfürstentum Sachsen)
- Westen: Rittergut Cösseln (Exklave des Amts Lauchstädt, zum Hochstift Merseburg unter kursächsischer Oberhoheit)

## Geschichte

### Frühgeschichte
Ostrau, dessen Namen man auf das slawische Wort „Insel“ zurückführt, wurde erstmals im Jahre 1125 im Zusammenhang mit der Schenkung der Kapelle Ostrau (Capellam Ostrowe) und vier Hufen Land durch den Markgrafen von Meißen und Grafen zu Wettin, Konrad dem Großen, an das Augustinerkloster auf dem Petersberg erwähnt. Im Jahr 1156 wurde mit Hogerus von Ostrau ein markgräflich-meißnischer Ministeriale genannt. Daher wird vermutet, dass sich zu dieser Zeit schon eine mittelalterliche Befestigung (Wasserburg) im Ort befunden hat. Ein Otto II. von Ostrau veranlasste im Jahr 1237 die Errichtung der Burgkapelle. Das Ministerialengeschlecht de Ostrowe ist bis 1285 in Ostrau nachweisbar.

### Zugehörigkeit zum Kurfürstentum bzw. Königreich Sachsen
1288 wurde Ostrau als Teil der Grafschaft Wettin durch die Grafen von Brehna an das Erzstift Magdeburg verkauft. In den Jahren bis 1378 wurde die Herrschaft Ostrau schrittweise durch die Bischöfe von Merseburg aufgekauft, wodurch die Erzbischöfe von Magdeburg und die Bischöfe von Merseburg die Lehnshoheit über Ostrau beanspruchten. Im 14./15. Jahrhundert erschienen zeitweilig auch die Herzöge von Sachsen-Wittenberg als Lehnsträger. Als Lehnsnehmer von Ostrau traten ab ca. 1440 die Herren von Witzleben, 1455 Friedrich von Hoym und im Jahr 1470 Sigismund von Miltitz auf.
Im Jahr 1485, dem Jahr der Leipziger Teilung des wettinischen Kurfürstentums Sachsen, ist Ostrau wieder als Sitz wettinischer Schriftsassen nachgewiesen. Es war seitdem zum albertinischen Herzogtum Sachsen gehörig und zählte zum Amt Delitzsch,  von dem es jedoch territorial getrennt lag. Im Teilzettel der Leipziger Teilung wurden die Herren von Meckau als Inhaber der Gutsherrschaft Ostrau genannt. 1471 wurde aus der Familie bereits ein Herlfrecht von Meckau erwähnt. Herzog Albrecht von Sachsen belehnte im Jahr 1491 Albrecht von Leipzig aus der Wildenauer Linie mit Ostrau. Dessen Erben verkauften es im Jahr 1509 an den albertinischen Hauptmann zu Quedlinburg, Veit von Drachsdorf.
Durch die Folge des Schmalkaldischen Krieges ging im Jahr 1547 die Kurwürde der Wettiner von den Ernestinern an die Albertiner über, wodurch das Rittergut Ostrau mit dem restlichen Amt Delitzsch und den benachbarten Ämtern Zörbig und Petersberg nun zum albertinischen Kurfürstentum Sachsen gehörte. Aufgrund der erforderlichen Neugliederung der kursächsischen Verwaltung gehörte das Amt Delitzsch mit dem Rittergutsbezirk Ostrau seitdem zum Leipziger Kreis. 1562 erklärte sich Hieronymus von Drachsdorf zum Verkauf an Achatius von Veltheim auf Harbke bereit. Da jedoch zunächst andere Gläubiger zum Zuge kamen, konnte Achatius von Veltheim Ostrau erst 1585 von denen von Hagen auf Hadmersleben in Besitz nehmen. Nach der Belehnung mit dem Schloss Ostrau am 1. Februar 1586 durch Kurfürst August von Sachsen bildete dieses neben dem Schloss Harbke das zweite Hauptgut der schwarzen Linie der Familie von Veltheim. Sie ließen die ehemalige Burg zu einem vierflügeligen Renaissanceschloss mit weiträumigen Wirtschaftshof umbauen.

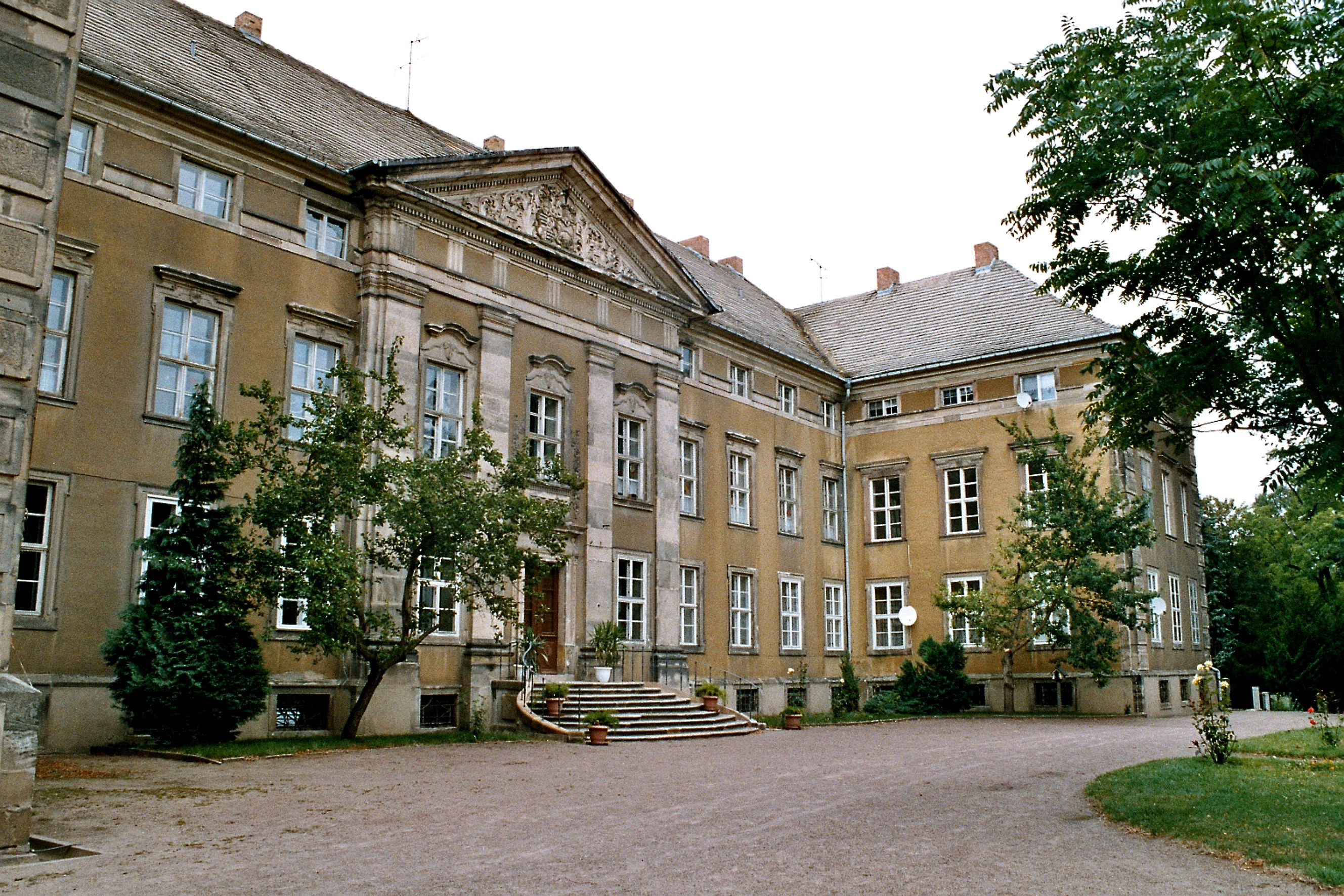
Schloss Ostrau

Zwischen 1657 und 1738 gehörte das Rittergut Ostrau als Teil des Amts Delitzsch mit allem Zubehör dem albertinischen Sekundogenitur-Fürstentum Sachsen-Merseburg an. 
Das letzte Todesurteil in Kursachsen wegen angeblicher Hexerei wurde 1689 auf dem Rittergut Ostrau vollstreckt. Nach einem Todesurteil durch den Schöffenstuhl in Halle wurde Anna Maria Braune vom Rittergutsgericht in Ostrau der Prozess gemacht. Wenige Tage vor ihrer Hinrichtung widerrief Anna Maria Braune in der Beichte ihr Geständnis. Gleichwohl wurde sie bei lebendigem Leib auf dem Scheiterhaufen verbrannt.
Seit dem 1697 erfolgten Verkauf des Amts Petersberg an Brandenburg-Preußen bildeten die Orte Frößnitz und Westewitz eine kursächsische Exklave im Saalkreis des zu Preußen gehörigen Herzogtums Magdeburg. Sie blieben jedoch mit Drehlitz weiterhin dem nun preußischen Amt Petersberg zinsverpflichtet. Auch kirchlich gehörten alle drei Orte weiterhin zum Kirchspiel Petersberg. Otto Ludwig von Veltheim ließ ab 1713 die alten Gebäude des Schlosses Ostrau abreißen und durch den französischen Architekten Louis Remy de la Fosse bis 1718 ein Schloss im Stile des französischen Barock erbauen. Es zählt heute zu den wertvollsten Barockbauten des Landes heutigen Landes Sachsen-Anhalt.
1806 erfolgte, fast zeitgleich mit der Ernennung des Kurfürstentums Sachsen zum Königreich Sachsen, die Besetzung des benachbarten Orts und Amts Petersberg und des preußischen Saalkreises durch französische Truppen. Dadurch grenzten die nun königlich-sächsischen Orte des Ritterguts Ostrau ab 1807 an den Distrikt Halle im Departement der Saale des Königreichs Westphalen. Nach der Niederlage Napoleons und dem Ende des Königreichs Westphalen waren sie seit 1813 wieder sächsisch-preußische Grenzorte.

### Zugehörigkeit zu Preußen
Durch die Beschlüsse des Wiener Kongresses kamen die Orte des Gutsbezirks Ostrau wie die meisten Orte des sächsischen Amts Delitzsch im Jahr 1815 zu Preußen. Der Hauptteil des Gutsbezirks Ostrau und die Exklave Göttnitz/Löbersdorf wurden im Jahr 1816 dem Landkreis Bitterfeld im Regierungsbezirk Merseburg der Provinz Sachsen zugeteilt. Die Exklave Frößnitz/Westewitz kam wie sein Umfeld zum Saalkreis.
Zwischen 1744 und 1927/38 war die Sukzession (Rechtsnachfolge) in den Hauptgütern der Familie von Veltheim über ein Fideikommiss geregelt. Letzter Besitzer von Ostrau war der Orientalist und Literat Dr. Hans Hasso von Veltheim. Er veranlasste die Sanierung des Schlossparks zwischen 1929 und 1933. Weiterhin vollendete er durch den Ausbau des Nordostflügels den barocken Schlossbau.
Im Zuge der Bodenreform in der Sowjetischen Besatzungszone wurde von Veltheim im Jahr 1945 zwangsenteignet. Die Bibliothek und Kulturgüter wurden teilweise in die Martin-Luther-Universität Halle-Wittenberg verbracht, von den sowjetischen Besatzern beschlagnahmt oder geplündert.
Die ehemals zum Rittergut Ostrau gehörigen Orte Ostrau, Drehlitz, Drobitz, Kütten, Oberplötz, Unterplötz und Werderthau kamen bei der ersten Kreisreform in der DDR im Jahr 1950 zum Saalkreis, nur Löbersdorf und Göttnitz blieben bei dem Kreis Bitterfeld.

## Bestandteile

### Besitz des Ritterguts
Zum „Rittergut“ gehörte im engeren Sinne die Schlossinsel von Ostrau mit dem Schloss Ostrau. Da die Ostrauer Schlossherren dem Freiherrenstand angehörten, wurden sie von der Bevölkerung auch als „Ritter“ bezeichnet. Der erweiterte Besitz des Ritterguts Ostrau umfasste den ausgedehnten Landschaftspark, einige Wohn- und Wirtschaftsgebäude in der Ortschaft und die Patronatskirche. Somit erreichte der Landbesitz des Ritterguts Ostrau bis 1945 eine Fläche von 700 Hektar.

### Orte unter der Patrimonialgerichtsbarkeit des Ritterguts Ostrau
| - Drehlitz - Drobitz - Frößnitz (Exklave) - Göttnitz (Exklave) | - Kütten - Löbersdorf (anteilig, Exklave) - Ostrau - Oberplötz | - Unterplötz - Werderthau (Ostrauer Gutsanteil) - Westewitz (Exklave) |

### Weiterer Besitz
- Rittergut Cösseln mit der Gerichtsbarkeit über Cösseln, Möst und Werderthau (Cösselner Gutsanteil). Es gehörte als Stiftslehen zum territorial von ihm getrennten hochstiftlich-merseburgischen Amts Lauchstädt unter kursächsischer Oberhoheit.[7]
- Beidersee: Die Hoheit über den Ort lag bei den Fürsten von Anhalt-Köthen, welche die Ober- und Erbgerichte an die Herren von Veltheim verliehen. Die Feldmark von Beidersee war Teil des Amts Giebichenstein im Saalkreis des Erzstifts Magdeburg, das 1680 als Herzogtum Magdeburg zu Brandenburg-Preußen kam.[8]
- Rittergut Großweißandt mit seinem Vorwerk Gahrendorf im Fürstentum Anhalt-Köthen: Es wurde 1751 von der Harbker Linie an die Ostrauer Linie derer von Veltheim übertragen

## Lehnsnehmer bzw. Besitzer
- Herren von Ostrau (Ministeriale von ca. 1156 bis 1285)
- Herren von Witzleben (ab ca. 1440)
- Friedrich von Hoym (ab 1455)
- Sigismund von Miltitz (ab 1470)
- Herren von Meckau (ab ca. 1471/85)
- Herren von Leipzig aus der Wildenauer Linie (1491 bis 1509)
- Herren von Drachsdorf (1509 bis 1562)
- verschiedene Lehnsnehmer, u. a. Herren von Hagen auf Hadmersleben (1562 bis 1585)
- Herren von Veltheim, Harbker Linie (1585 bis 1945)